# NGC 2245
NGC 2245 (другое обозначение — LBN 904) — отражательная туманность в созвездии Единорога.
Этот объект входит в число перечисленных в оригинальной редакции «Нового общего каталога».
Барнард ошибочно отождествил объект с IC 447, однако они не являются одним и тем же объектом. NGC 2245 расположена к северо-востоку от IC 447, который является более яркой, но и более рассеянной туманностью.
NGC 2245 (вместе с другими отражательными туманностями IC 447 и NGC 2247) входят в состав R-ассоциации Единорог R1.